# Monte Torre
Monte Torre è un rilievo calcareo 643 m.l.m. situato nelle vicinanze del comune di Barrafranca, nella Sicilia centro meridionale, al fianco settentrionale della fertile valle fluviale del fiume Braemi.
Comprende le contrade Torre (agro di Barrafranca) e Bessima (agro di Piazza Armerina).

## Geologia
Proprio in Contrada Bessima è presente un importante e noto sito fossilifero di impronte di pesci sulla formazione diatomitica denominata "Tripoli". La formazione geologica presente alla sommità è il calcare evaporitico messiniano "calcare di base".

## Posizione e conseguenze strategiche
La sua ubicazione è strategica in quanto situato lungo la principale linea di comunicazione storica tra Agrigento e Catania utilizzata già in età greco-romana.
Proprio a causa della sua posizione è stato utilizzato come centro di avvistamento e di controllo dell'itinerario, è probabile appunto che il nome Monte Torre derivi appunto dalla presenza di una fortificazione. La traccia di questo edificio a pianta quadrangolare è ancora intuibile dall'osservazione delle foto satellitari sulla sommità del rilievo.

## Siti archeologici
Numerose sono le tombe neolitiche a grotticella o forno ancora visibili.
I siti archeologici prossimi a Monte Torre sono la romana Villa del Casale, Montagna di Marzo, Monte Navone, Sofiana.
Di notevole valenza paesaggistica, la vegetazione è costituita dalla tipica macchia mediterranea.